# باربرا باتريشيا تيزارد
باربرا باتريشيا تيزارد (بالإنجليزية: Barbara Patricia Tizard)‏ (16 أبريل 1926 - 4 يناير 2015) عالمة نفس وأكاديمية بريطانية متخصصة في علم النفس التنموي. كانت مديرة وحدة أبحاث توماس كورام في معهد التعليم في جامعة لندن من 1980 إلى 1990، وأستاذة التربية من 1982 إلى 1990.